# Hebbettageri, Madikeri
Hebbettageri là một làng thuộc tehsil Madikeri, huyện Kodagu, bang Karnataka, Ấn Độ.